# Leptochilus trachysomus
Leptochilus trachysomus är en stekelart som först beskrevs av Richard Mitchell Bohart 1940.  Leptochilus trachysomus ingår i släktet Leptochilus och familjen Eumenidae. Inga underarter finns listade i Catalogue of Life.